# Anastasija Mišina
Anastasija Viktorovna Mišina (in russo Анастасия Викторовна Мишина?; San Pietroburgo, 24 aprile 2001) è una pattinatrice artistica su ghiaccio russa.
Pattinando in coppia con Aleksandr Galljamov ha vinto la medaglia d'oro al Campionato mondiale 2021, la medaglia d'oro al Campionato europeo 2022, la medaglia di bronzo nella gara a squadre e la medaglia di bronzo nella gara a coppie ai XXIV Giochi olimpici invernali di Pechino 2022. Con il precedente partner, Vladislav Mirzoev, ha vinto l'argento nel Campionato del mondo junior 2016 e l'oro nella finale di Grand Prix junior nel 2016.

## Biografia
Anastasija Mišina è nata a San Pietroburgo il 24 aprile 2001. Nel dicembre del 2022, il parlamento ucraino sanzionò la Mišina per il suo sostegno all'invasione russa dell'Ucraina del 2022.

## Carriera

### I primi anni e la collaborazione con Mirzoev
Anastasija Mišina iniziò a pattinare nel 2006. Come pattinatrice singola venne allenata dalla madre di Fëdor Klimov che le suggerì di provare il pattinaggio a coppie. Per due stagioni, dal 2012 al 2014, la Mišina pattinò con Maxim Kudryavtsev.
Dai primi mesi del 2014, Anastasija Mišina iniziò a collaborare con Vladislav Mirzoev. Allenati da Nikolaj Velikov e Ljudmila Velikova, vinsero il loro primo evento internazionale a coppie junior, il Bavarian Open 2015.

### Stagione 2015-2016: Mondiali Junior

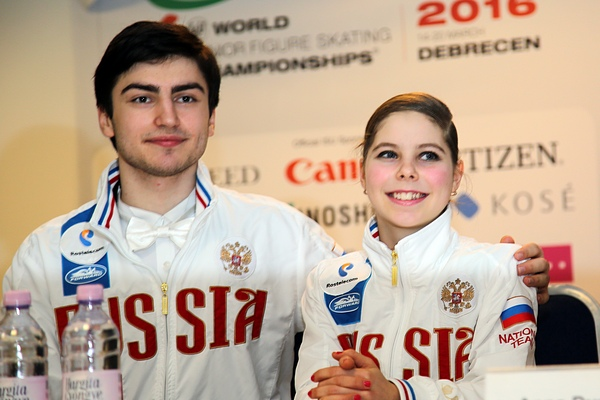
Anastasija Mišina e Vladislav Mirzoev ai Campionati del mondo junior 2016

La coppia fece il loro debutto nel Junior Grand Prix (JGP) nel settembre 2015, piazzandosi quinti a Colorado Springs, in Colorado. L'avventura americana fu l'unica assegnazione della coppia della serie JGP 2015-2016. Nel gennaio 2016, vinsero l'oro ai Campionati russi juniores dopo essersi piazzati primi in entrambi i segmenti e superando le medaglie d'argento Atachanova/Spiridonov con un margine di 6,89 punti. A febbraio vinsero il loro secondo titolo junior consecutivo al Bavarian Open, finendo davanti alla coppia ucraina Ohanesian/Bardei con un distacco di 7,12 punti.
A marzo, Mišina e Mirzoev vinsero la medaglia d'argento ai Campionati Mondiali Juniores 2016 a Debrecen, in Ungheria, dopo essersi piazzati secondi in entrambi i segmenti. Conclusero con 9,22 punti dietro alla coppia ceca Dušková/Bidař e 3,6 punti di vantaggio rispetto ai connazionali Borisova/Sopot.

### Stagione 2016-2017: oro alla finale JGP
La coppia vinse l'oro in entrambi i loro incarichi JGP 2016-2017, a Saransk, in Russia, e a Dresda, in Germania, risultando la coppia migliore qualificatasi alla finale del JGP. All'evento finale, svoltosi a dicembre a Marsiglia, la Mišina e Mirzoev vinsero la medaglia d'oro.
Nel gennaio del 2017, Mišina dichiarò che probabilmente la coppia si sarebbe separati a causa di disaccordi, ma che intendevano completare la stagione.

### Stagione 2017-2018: cambio di coppia
Nel febbraio 2017 Anastasija Mišina iniziò a collaborare con Aleksandr Galljamov. Allenati da Nikolaj Velikov e Ljudmila Velikova, la nuova coppia vinse il loro primo evento internazionale al Golden Spin di Zagabria 2017.
Mišina e Galljamov si piazzarono settimi ai Campionati russi del 2018 e vinsero l'argento nella gara junior. Nel marzo del 2018 si classificarono terzi ai Campionati del mondo junior 2018 a Sofia, in Bulgaria. La coppia fece parte della conquista russa del podio a coppie, insieme ai loro compagni di allenamento Kostjukovič/Jalin (argento) e Pavljučenko/Chodykin (oro).

### Stagione 2018-2019: titolo mondiale junior
La coppia iniziò la stagione gareggiando nella serie JGP 2018. Al loro primo evento JGP della stagione vinsero la medaglia d'oro a Bratislava, in Slovacchia. Si classificarono primi sia nel programma corto che in quello libero vincendo infine la medaglia d'oro con un margine di oltre 11 punti sulle medaglie d'argento, i loro compagni di squadra Panfilova/Rylov. Al loro secondo evento JGP della stagione hanno vinto un'altra medaglia d'oro, ora a Vancouver, in Canada. Ancora una volta si sono classificati primi sia nel programma corto che nel pattino libero, e ancora una volta hanno battuto le stesse medaglie d'argento, Panfilova/Rylov. Con due medaglie d'oro JGP, si sono qualificarono per la finale del Junior Grand Prix 2018-19.
Mišina e Galljamov fecero il loro debutto internazionale senior al CS Alpen Trophy 2018, dove vinsero la medaglia d'oro con un miglior punteggio personale di 192,75 punti.
Alla finale del JGP, la coppia vinse la medaglia d'oro dopo essersi piazzati terzi nel programma corto e primi in quello libero. Facero parte di una conquista russa del podio delle coppie. Mišina e Galljamov batterono le medaglie di bronzo, Panfilova/Rylov, di circa 4 punti, ma la corsa per la medaglia d'oro fu serrata. La coppia si piazzò prima con un margine di soli 1,1 punti sui secondi classificati, i loro compagni di allenamento Kostjukovič/Jalin. In questo evento la coppia migliorò anche il loro record di coppia di livello junior per il totale combinato (190,63 punti) e il programma libero (126,26 punti).
Ai Campionati russi del 2019 gareggiarono come senior a livello nazionale, piazzandosi quarti nel programma corto con contenuti di salto e lancio migliorati. Successivamente scesero al quinto posto assoluto dopo essersi piazzati quinti nel pattino libero a seguito della caduta della Mišina durante un tentativo di salto combinato fianco a fianco. La coppia vinse successivamente il titolo nazionale junior russo.
Assegnati ai Campionati del mondo junior 2019, la coppia si piazzò terza nel programma corto dopo che Galljamov faticò nel testacoda fianco a fianco. Nonostante un'altra caduta della Mišina nella combinazione di salto, vinsero successivamente il programma libero e vinsero di poco l'oro sui connazionali Panfilova/Rylov con un margine di 0,57 punti. Aleksandr Galljamov disse che essersi classificati terzi dopo il programma corto li motivò a fare meglio nel libero.

### Stagione 2019-2020: bronzo alla finale del Grand Prix

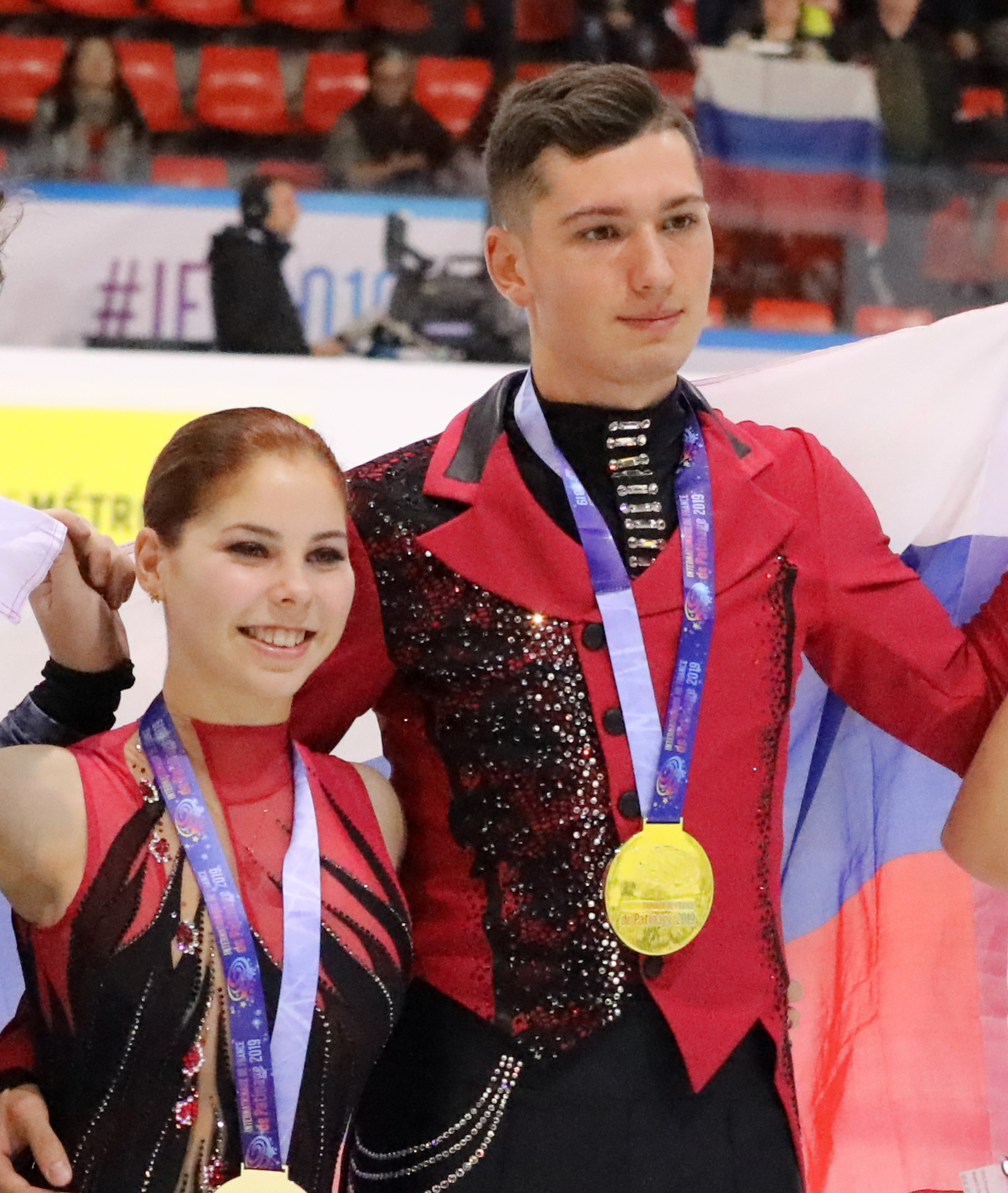
Anastasija Mišina e Aleksandr Galljamov sul podio dell'Internationaux de France 2019

La coppia iniziò la loro prima stagione senior completa nella serie Challenger, gareggiando e vincendo il CS Finlandia Trophy 2019 dopo essersi piazzati primi in entrambi i segmenti.
Al debutto nel Grand Prix senior all'Internationaux de France 2019, Mišina e Galljamov arrivarono secondi nel programma corto dietro Pavljučenko/Chodykin. Vinsero successivamente il pattinaggio libero conquistando la medaglia d'oro, nonostante la Mišina fallì la combinazione pianificata di tre salti. Al loro secondo Grand Prix, il Trofeo NHK 2019, si piazzarono terzi nel programma corto dopo un problema nel salto di Galljamov. In seguito al programma libero si classificarono terzi, qualificandosi automaticamente per la finale del Grand Prix. In gara alla finale, la Mišina e Galljamov arrivarono quarti nel programma corto, pattinando in modo pulito ma a causa di alcuni errori non ricevettero un voto alto. Si classificarono terzi nel programma libero e conclusero la competizione al terzo posto assoluto. Mišina e Galljamov furono la coppia russa con il punteggio più alto nella competizione.
L'avventura ai Campionati russi del 2020 si rivelò amara per la coppia. Anastasija Mišina ebbe problemi nel programma corto. Durante il loro triplo lancio, la Mišina, cadde inciampando nella sequenza di passi ed uscendo dal giro di coppia troppo presto. Di conseguenza, si piazzarono ottavi nel segmento. Il programma libero si rivelò molto più efficace, piazzandosi al terzo posto e salendo al quarto posto assoluto. 

### Stagione 2020-2021: Campioni del mondo
Nella primavera del 2020 la coppia si trasferì per allenarsi con Tamara Moskvina, allenatrice di numerosi campioni olimpici di coppia, e con il coreografo Alexander Stepin. Fecero il loro debutto nei programmi ai test dei campionati russi senior, guadagnandosi particolare attenzione per un sollevamento innovativo nel loro programma corto sulle note di La Esmeralda di Cesare Pugni. Dovevano competere nella seconda fase della Coppa di Russia, ma dovettero ritirarsi a causa della positività al COVID-19 di Galljamov. Successivamente poterono competere nella quarta fase della Coppa di Russia tenutasi a Kazan', vincendo la medaglia d'oro sugli ex campioni nazionali Tarasova/Morozov e sui loro compagni studenti della Moskvina, Bojkova/Kozlovskij.
Poco dopo, gareggiando nel Grand Prix della Rostelecom Cup 2020, si piazzarono primi nel programma corto, appena davanti alla Bojkova e a Kozlovskij, dopo che entrambe le coppie commisero degli errori. Nel programma libero, Anastasija Mišina scelse un triplo Salchow pianificato, ottenendo un secondo posto in quel segmento e la medaglia d'argento assoluta, dietro alla coppia Bojkova/Kozlovskij.
Ai Campionati russi del 2021, Mišina e Galljamov si presentarono con l'aspettativa di lottare per il gradino più alto del podio, ma riscontrarono problemi nel programma corto a causa di un errore Galljamov durante un salto. Di conseguenza, si classificarono quinti in quel segmento. Anche il programma libero si rivelò difficile, entrambi commisero errori di salto e Galljamov lasciò quasi cadere la Mišina nel sollevamento finale. Conclusero la competizione al quarto posto assoluto con un distacco di quasi dieci punti dai terzi classificati, la coppia Pavljučenko/Chodykin.
Dopo la delusione ai campionati nazionali, la coppia partecipò all'edizione inaugurale del Channel One Trophy, una competizione televisiva organizzata al posto dei cancellati Campionati Europei. Vennero selezionati per la squadra Time of Firsts capitanata da Evgenija Medvedeva e si piazzarono secondi in entrambi i segmenti, mentre la squadra concluse al secondo posto. Successivamente gareggiarono alla finale della Coppa di Russia, che venne ampiamente vista come una gara tra loro e le medaglie di bronzo nazionali Pavljučenko/Chodykin. La coppia Mišina/Galljamov vinse entrambi i segmenti della competizione conquistando la medaglia d'oro, il loro unico piccolo errore fu fatto dalla Mišina, realizzato durante un salto nel programma libero.
A marzo, ai Campionati del mondo di Stoccolma 2021, la Mišina e Galljamov pattinarono in modo pulito in entrambi i loro programmi ottenendo anche nuovi record personali sia nei segmenti individuali che in quelli complessivi. Nel programma corto, la coppia si classificò terza dietro ai compagni di allenamento Bojkova/Kozlovskij al primo posto e alla coppia cinese Sui/Han al secondo, ma nel programma libero superò le due coppie in testa vincendo il segmento e inaspettatamente il titolo mondiale. Anastasija Mišina e Aleksandr Galljamov sono la prima squadra a vincere l'oro al loro debutto ai Mondiali dai tempi della coppia sovietica Gordeeva/Grin'kov nel 1986, e la seconda coppia più giovane a vincere i Mondiali sempre dopo la Gordeeva e Grin'kov. Conclusero successivamente la stagione 2020-21 al World Team Trophy 2021, dove si piazzarono facilmente primi in entrambi i segmenti aiutando il Team Russia a vincere la medaglia d'oro.
A fine stagione la coppia era al terzo posto della classifica mondiale ISU con 3568 punti.

### Stagione 2021-2022: Olimpiadi di Pechino
Entrando nella stagione olimpica come campioni del mondo in carica, Mišina e Galljamov decisero di mantenere il programma La Esmeralda della stagione precedente, con revisioni per tenere conto di nuovi elementi tecnici e coreografici. L'allenatrice Moskvina progettò il suo nuovo programma libero sulla musica di Georgi Sviridov per esprimere come "i giovani si battono per qualcosa di nuovo e diverso rispetto alla generazione passata". Al loro debutto stagionale al CS Finlandia Trophy 2021, si classificarono primi con 13,41 punti di vantaggio sui connazionali Tarasova/Morozov.
Al loro primo Grand Prix, il Trofeo NHK 2021, la coppia vinse entrambi i segmenti della competizione conquistando la medaglia d'oro, ancora una volta sopra la coppia Tarasova/Morozov. Pattinarono senza errori sia nel programma corto che in quello libero e ebbero solo un piccolo problema con l'atterraggio del triplo loop, che richiese alla Mišina di abbassare la mano. Al loro secondo evento, la Rostelecom Cup 2021, si classificarono secondi nel programma corto dopo un errore in un salto, ma vinsero facilmente il programma libero concludendo poi la competizione con un'altra medaglia d'oro. I buoni risultati ottenuti, diedero alla coppia l'accesso per la finale del Grand Prix, che si avrebbe dovuta tenere ad Osaka, ma venne successivamente annullata a causa delle restrizioni imposte dalla variante Omicron.
Ai Campionati russi del 2022, la coppia si classificò prima in entrambi i segmenti della competizione vincendo poi la medaglia d'oro, con 3,87 punti di vantaggio sulle medaglie d'argento e sui rivali compagni di allenamento Bojkova/Kozlovskij.
Al loro debutto nel Campionato Europeo all'edizione 2022 di Tallinn, Mišina e Galljamov vinsero il programma corto con un vantaggio di 0,78 punti sui connazionali Tarasova e Morozov e battendo il record mondiale dei loro compagni di allenamento Bojkova/Kozlovskij. Eseguirono una esibizione pulita anche nel programma libero, vincendo così la medaglia d'oro e battendo il record mondiale di quel segmento della coppia cinese Sui/Han. Il 20 gennaio vennero ufficialmente nominati nella squadra olimpica russa.
Mišina e Galljamov iniziarono i Giochi Olimpici come l'ingresso russo nel programma corto a coppie dell'evento a squadre olimpico, affrontando i rivali cinesi Sui/Han per la prima volta dai Campionati del mondo del 2021. Entrambe le coppie pattinarono in modo pulito, ma la coppia cinese riconquistò il loro record mondiale con un nuovo punteggio massimo di 82,83. La coppia russa ottenne 82,64, 0,19 in meno. Questo risultato assicurò nove punti alla squadra russa. Si esibirono anche nel segmento del pattinaggio libero, vincendolo nonostante una doppia caduta nell'alzata finale e, insieme al resto del Team Russia, vinsero la medaglia d'oro. Nell'evento a coppie, Anastasija Mišina e Aleksandr Galljamov eseguirono due programmi puliti per vincere la medaglia di bronzo, con un punteggio totale di 2,17 punti dietro le medaglie d'oro Sui/Han e 1,54 punti dietro le medaglie d'argento dei connazionali Tarasova e Morozov.
All'inizio di marzo del 2022, l'ISU vietò a tutti i pattinatori e funzionari provenienti da Russia e Bielorussia di partecipare ai Campionati del mondo a causa dell'invasione russa dell'Ucraina; pertanto a Mišina e Galljamov non venne permesso di partecipare e difendere il proprio titolo.
A fine stagione la coppia era al primo posto della classifica mondiale ISU con 4391 punti.

### Stagione 2022-2023: Campionati nazionali
Nel novembre del 2022 la coppia prese parte alla IV tappa del Gran Premio di Russia. Nel programma corto ottennero 86,47 punti piazzandosi al primo posto negli intermedi. Successivamente nel programma libero riuscirono a segnare 161,25 punti, a mantenere il comando e a vincere la tappa con un totale di 247,72. I punti segnati dagli atleti in entrambi i segmenti del torneo, così come nella somma dei due programmi, superarono gli attuali record mondiali, ma non vennero conteggiati come tali poiché la competizione non si è svolta sotto l'egida dell'International Skating Union. Successivamente, Mišina e Galljamov si esibirono con successo nella VI tappa del Grand Prix di Russia tenutasi a Perm', mostrando anche il miglior risultato in entrambi i programmi e in assoluto.
Ai Campionati russi svoltisi a Krasnojarsk, gli atleti completarono il programma corto senza errori conquistando il primo posto intermedio con un punteggio di 85,37. Nel programma libero, a causa di un importante errore, non riuscirono a mantenere il comando classificandosi al secondo posto.
Nel marzo del 2023 Anastasija Mišina e Aleksandr Galljamov parteciparono alla finale del Grand Prix di Russia a San Pietroburgo, qualificati grazie ai primi due posti conquistati nelle tappe precedenti. La coppia non riuscì a svolgere il programma corto in modo impeccabile, motivo per cui conclusero il segmento al terzo posto. Tuttavia, completarono con successo il programma libero, riuscendo a salire al secondo finale con un punteggio di 239,01.

### Stagione 2023-2024: Campionati nazionali

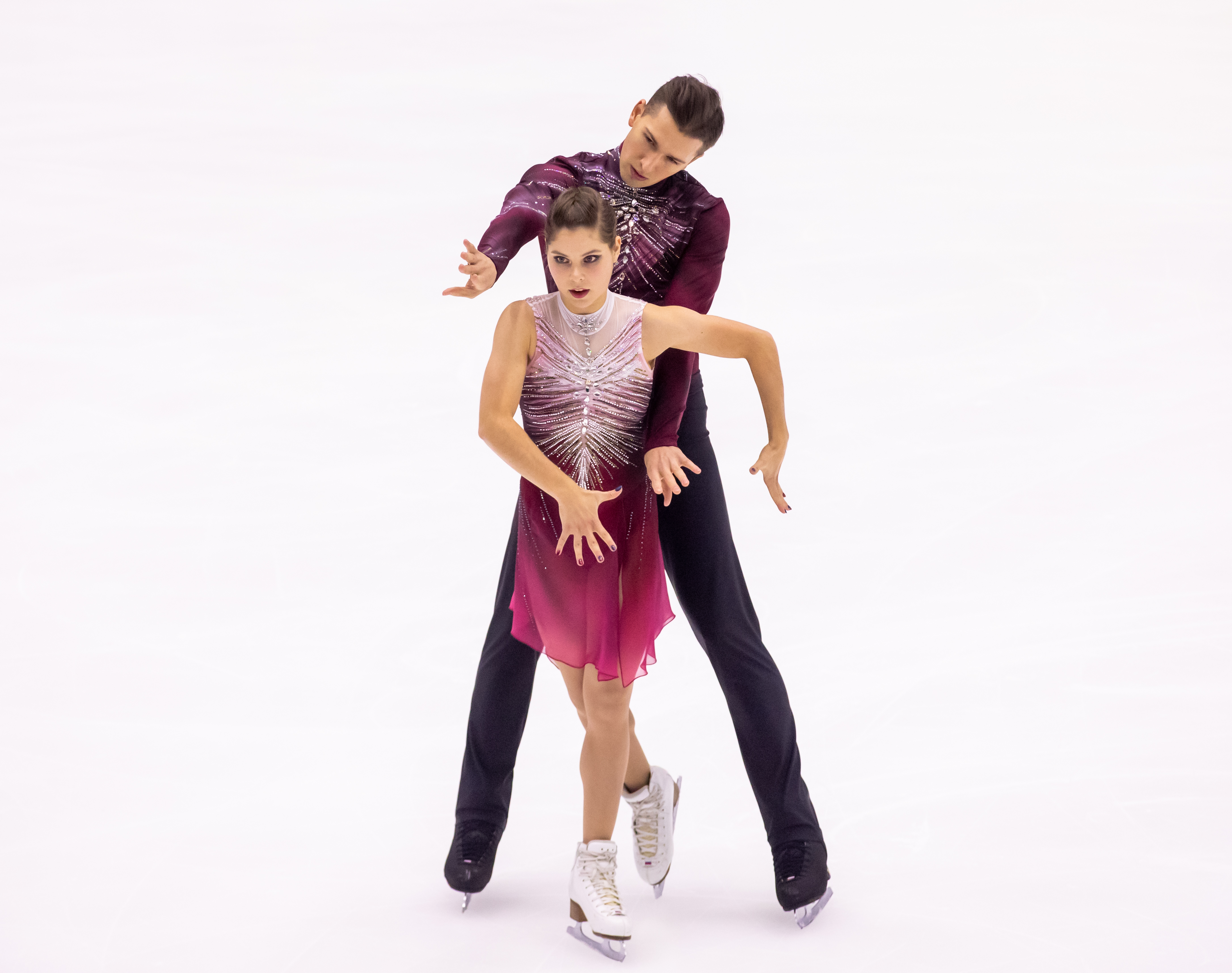
Anastasija Mišina e Aleksandr Galljamov ai campionati russi del 2023

Il 30 gennaio 2024, in seguito al verdetto del TAS sulla sua positività della pattinatrice russa Kamila Valieva riscontrata durante le Olimpiadi di Pechino, l'ISU ha annullato tutti i risultati ottenuti dalla Valieva dal 25 dicembre 2021 in poi, riscrivendo le classifiche del Campionato europeo e delle competizioni olimpiche a squadre e femminile. Di conseguenza venne annullata la medaglia d'oro vinta dalla squadra Russa nell'evento a squadre, e scese in terza posizione. Anastasija Mišina, Aleksandr Galljamov e tutti gli altri componenti della squadra ottennero la medaglia di bronzo.

## Palmarès
GP: Grand Prix; CS: Challenger Series; JGP: Junior Grand Prix

## Onorificenze

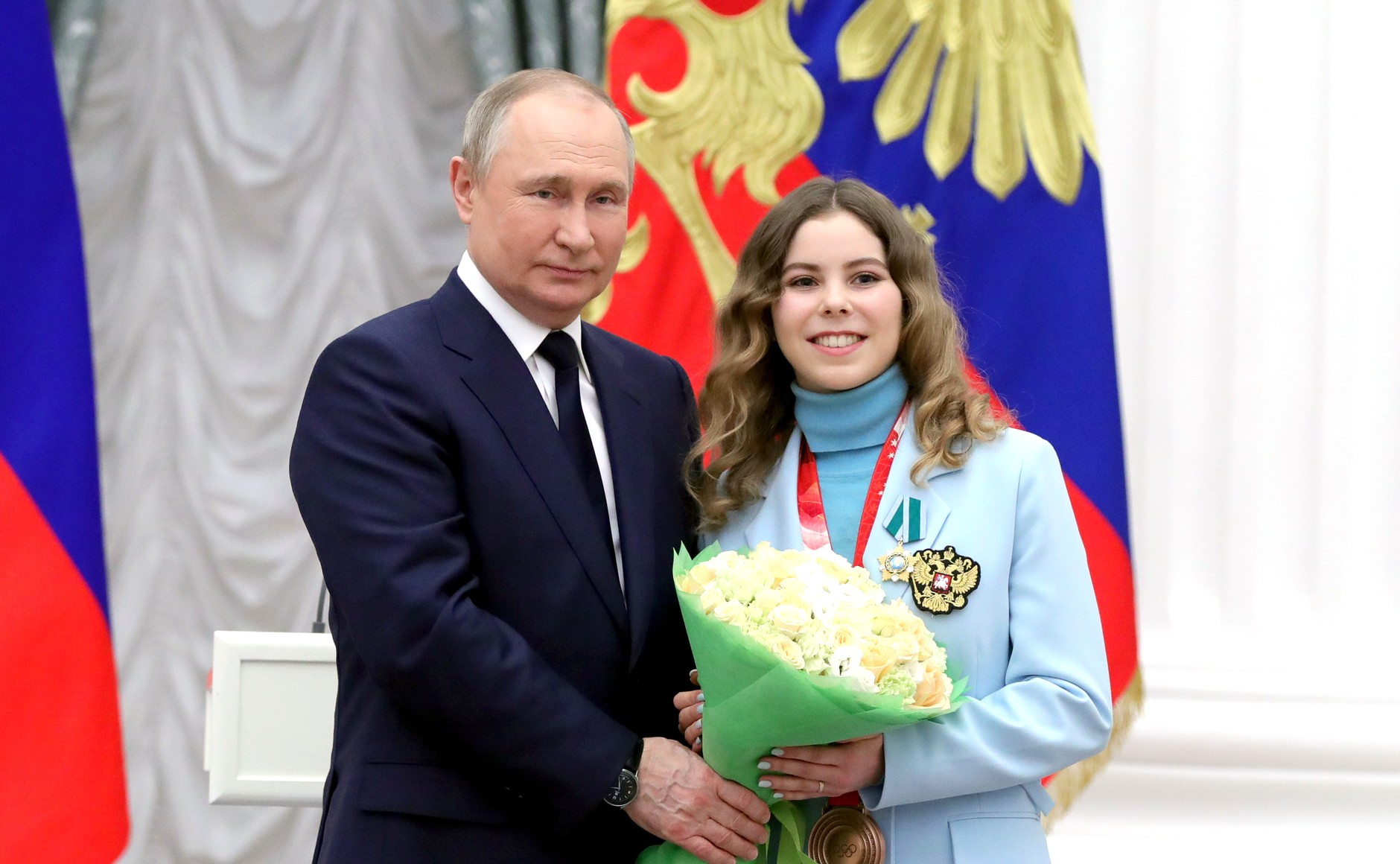
Il presidente russo Vladimir Putin e Anastasija Mišina, alla cerimonia per l'assegnazione dell'Ordine dell'Amicizia

### Con Galljamov
| Internazionali | Internazionali | Internazionali | Internazionali | Internazionali | Internazionali | Internazionali | Internazionali | Internazionali |
| Evento | 2017–18        | 2018–19        | 2019–20        | 2020–21        | 2021–22        | 2022–23        | 2023–24        | 2024-25        |
| --- | -------------- | -------------- | -------------- | -------------- | -------------- | -------------- | -------------- | -------------- |
| Giochi olimpici invernali |                |                |                |                | 3ª             |                |                |                |
| Campionati mondiali |                |                |                | 1ª             |                |                |                |                |
| Campionati europei |                |                |                |                | 1ª             |                |                |                |
| GP Final |                |                | 3ª             |                | C              |                |                |                |
| GP Trophée Eric Bompard |                |                | 1ª             |                |                |                |                |                |
| GP NHK Trophy |                |                | 3ª             |                | 1ª             |                |                |                |
| GP Rostelecom Cup |                |                |                | 2ª             | 1ª             |                |                |                |
| CS Alpen Trophy |                | 1ª             |                |                |                |                |                |                |
| CS Finlandia Trophy |                |                | 1ª             |                | 1ª             |                |                |                |
| Bavarian Open |                |                | 1ª             |                |                |                |                |                |
| Internazionali: Junior |                |                |                |                |                |                |                |                |
| Campionati mondiali | 3ª             | 1ª             |                |                |                |                |                |                |
| JGP Final |                | 1ª             |                |                |                |                |                |                |
| JGP Canada |                | 1ª             |                |                |                |                |                |                |
| JGP Slovacchia |                | 1ª             |                |                |                |                |                |                |
| Golden Spin | 1ª             |                |                |                |                |                |                |                |
| Nazionali |                |                |                |                |                |                |                |                |
| Campionati Russi | 7ª             | 5ª             | 4ª             | 4ª             | 1ª             | 2ª             | 1ª             | 1ª             |
| Campionati Russi Junior | 2ª             | 1ª             |                |                |                |                |                |                |
| Finale di Coppa di Russia |                |                | 1ª             | 1ª             |                | 2ª             | 1ª             |                |
| Competizioni a squadre |                |                |                |                |                |                |                |                |
| Giochi olimpici invernali |                |                |                |                | 3ª S           |                |                |                |
| World Team Trophy |                |                |                | 1ª S 1ª P      |                |                |                |                |
| C = Evento cancellato; S = Risultato della squadra; P = Risultato personale. Medaglie assegnate solo per il risultato di squadra. |                |                |                |                |                |                |                |                |

### Con Mirzoev
| Internazionali                        | Internazionali | Internazionali | Internazionali |
| Evento                                | 2014–15        | 2015–16        | 2016–17        |
| ------------------------------------- | -------------- | -------------- | -------------- |
| Campionati mondiali                   |                | 2ª             |                |
| JGP Final                             |                |                | 1ª             |
| JGP Russia                            |                |                | 1ª             |
| JGP Germania                          |                |                | 1ª             |
| JGP Stati Uniti                       |                | 5ª             |                |
| Bavarian Open                         | 1ª J           | 1ª J           |                |
| Nazionali                             |                |                |                |
| Campionati Russi                      |                |                | 7ª             |
| Campionati Russi Junior               |                | 1ª             | R              |
| J = Competizioni junior; R = Ritirati |                |                |                |